# Samuel Ayala
Samuel Ayala Rodríguez (* 22. listopadu 1996 Ciudad de México) je mexický zápasník – judista.

## Sportovní kariéra
S judem začínal útlém dětství v rodném Ciudad de México pod vedením svého otce Germána. Vrcholově se připravuje v Ciudad de México ve sportovním tréninkovém centru CONADE pod vedením kubánských a mexických trenérů. V mexické mužské reprezentaci se pohyboval od roku 2015 v lehké váze do 73 kg. V roce 2016 se na olympijské hry v Riu nekvalifikoval. Od roku 2017 v reprezentaci nahradil v polostřední váze do 81 kg staršího bratra Germána.

### Vítězství na mezinárodních turnajích
- 2019 - 1x světový pohár (Córdoba)

## Výsledky
| Olympijské hry          |     |   |     | —   |     |     |     |  |  |  |  |  |  |  |  |  |  |  |  |  |  |  |  |
| Mistrovství světa       | —   | — | —   |     | —   | —   |     |  |  |  |  |  |  |  |  |  |  |  |  |  |  |  |  |
| Panamerické hry         |     |   | —   |     |     |     |     |  |  |  |  |  |  |  |  |  |  |  |  |  |  |  |  |
| Panamerické mistrovství | —   | — | —   | úč. | úč. | úč. | úč. |  |  |  |  |  |  |  |  |  |  |  |  |  |  |  |  |
| Středoamerické a k. hry |     | — |     |     |     | 5.  |     |  |  |  |  |  |  |  |  |  |  |  |  |  |  |  |  |
| MS juniorů              | —   | — | úč. |     |     |     |     |  |  |  |  |  |  |  |  |  |  |  |  |  |  |  |  |
| MS dorostenců           | úč. |   |     |     |     |     |     |  |  |  |  |  |  |  |  |  |  |  |  |  |  |  |  |